# Estlands herrlandslag i innebandy
Estlands herrlandslag i innebandy representerar Estland i innebandy på herrsidan och är medlem i International Floorball Federation (IFF) sedan 1996. Landets första landskamp spelades den 14 maj 1995 mot Ungern vid Öppna Europamästerskapet och förlorades med 1-7 i Sursee.
Estland deltog i det allra första VM-slutspelet i innebandy, VM 1996 i Sverige, där man kom på näst sista platsen efter seger över Singapore i placeringsmatchen med 10-1. Efter det har Estland tillhört topplagen i B-divisionen och varit nära att gå upp många gånger, men inte förrän vid VM 2006 lyckades man att avancera. Vid Innebandy-VM 2008 besegrade Estland Danmark i gruppspelet och slapp att åter spela match om sista platsen. Vid VM 2010 spelade Estland i Grupp C tillsammans med Sverige, Tyskland och Australien och tog sig för första gången till ett slutspel där de möter Tjeckien i kvartsfinalen.

## Sammanfattning av VM-matcherna
A-divisionen
| År     | SM | V | O | F | GM | IM | MSK |
| ------ | -- | - | - | - | -- | -- | --- |
| 1996   | 6  | 1 | 0 | 5 | 13 | 52 | -39 |
| 2008   | 5  | 1 | 0 | 4 | 26 | 46 | -20 |
| 2010   | 0  | 0 | 0 | 0 | 0  | 0  | 0   |
| Totalt | 11 | 2 | 0 | 9 | 39 | 98 | -59 |

B-divisionen
| År     | SM | V  | O | F | GM  | IM | MSK |
| ------ | -- | -- | - | - | --- | -- | --- |
| 1998   | 5  | 4  | 0 | 1 | 34  | 9  | +25 |
| 2000   | 5  | 2  | 2 | 1 | 16  | 12 | +4  |
| 2002   | 6  | 3  | 1 | 2 | 26  | 18 | +8  |
| 2004   | 5  | 4  | 0 | 1 | 28  | 18 | +10 |
| 2006   | 6  | 6  | 0 | 0 | 64  | 16 | +48 |
| Totalt | 27 | 19 | 3 | 5 | 168 | 73 | +95 |

### Fotnoter
1. ↑  Olsson, Persson, Olsson, Persson. Innebandy. Rabén & Sjögren